# Unisys
Unisys Corporation – amerykańskie przedsiębiorstwo informatyczne o zasięgu globalnym. Swoją siedzibę ma w Blue Bell w Pensylwanii. Firma powstała w 1986 roku z połączenia Burroughs Corporation i Sperry Rand.
Unisys dostarcza sprzęt i oprogramowanie, od mikrokomputerów po maszyny mainframe; jest też dostawcą gotowych systemów informatycznych, rozwiązań chmurowych, usług mobilnych, outsourcingu, rozwiązań bezpieczeństwa, usług zarządzania itp.